# Műkorcsolya-csapatverseny a 2014. évi téli olimpiai játékokon
A 2014. évi téli olimpiai játékokon a műkorcsolya-csapatversenyt február 6. és 9. között rendezték Szocsiban. Az aranyérmet Oroszország nyerte. Magyar csapat nem vett részt a versenyben.
Ez a versenyszám először szerepelt a téli olimpiai játékok programjában.
A csapatverseny programba kerülése miatt a jégtáncversenyt háromról kétnaposra rövidítették. A versenyszámban tíz nemzet szerepelt. Mind a négy másik számban – jégtánc, páros, férfi és női egyéni – egy-egy versenyző szerepelt, a rövid programot követően a legjobb öt mutathatta be a kűrjét. Sérülés esetén akkor lehetett cserélni, ha az adott nemzetnek a megsérült versenyzője helyett volt másik, kvótával rendelkező versenyzője. Cserélni a rövid program után lehetett.

## Eseménynaptár
Az időpontok moszkvai idő szerint (UTC+4), zárójelben magyar idő szerint (UTC+1) olvashatóak.
| Időpont                   | Forduló                |
| ------------------------- | ---------------------- |
| február 6., 19:30 (16:30) | páros rövid program    |
| február 6., 19:30 (16:30) | férfi rövid program    |
| február 8., 18:30 (15:30) | jégtánc rövid program  |
| február 8., 18:30 (15:30) | női rövid program      |
| február 8., 18:30 (15:30) | páros szabad program   |
| február 9., 19:00 (16:00) | férfi szabad program   |
| február 9., 19:00 (16:00) | jégtánc szabad program |
| február 9., 19:00 (16:00) | női szabad program     |

## Résztvevők
| Nemzet           | Férfi                    | Női                         | Páros                                   | Jégtánc                                 |
| ---------------- | ------------------------ | --------------------------- | --------------------------------------- | --------------------------------------- |
| Kanada           | Patrick Chan             | Kaetlyn Osmond              | Meagan Duhamel / Eric Radford           | Tessa Virtue / Scott Moir               |
| Kína             | Yan Han                  | Zhang Kexin                 | Peng Cheng / Csang Hao                  | Huang Xintong / Zheng Xun               |
| Franciaország    | Florent Amodio           | Maé-Bérénice Meite          | Vanessa James / Morgan Ciprès           | Nathalie Péchalat / Fabian Bourzat      |
| Németország      | Peter Liebers            | Nathalie Weinzierl          | Maylin Wende / Daniel Wende             | Nelli Zhiganshina / Alexander Gazsi     |
| Nagy-Britannia   | Matthew Parr             | Jenna McCorkell             | Stacey Kemp / David King                | Penny Coomes / Nicholas Buckland        |
| Olaszország      | Paul Bonifacio Parkinson | Carolina Kostner            | Stefania Berton / Ondřej Hotárek        | Anna Cappellini / Luca Lanotte          |
| Japán            | Hanjú Juzuru             | Aszada Mao                  | Narumi Takahashi / Ryuichi Kihara       | Cathy Reed / Chris Reed                 |
| Oroszország      | Jevgenyij Pljuscsenko    | Julija Lipnyickaja          | Tatyjana Voloszozsar / Makszim Tranykov | Jekatyerina Bobrova / Dmitrij Szolovjev |
| Ukrajna          | Jakiv Hodorozsa          | Natalija Popova             | Julija Lavrentyjeva / Jurij Rudik       | Siobhan Heekin-Canedy / Dmitro Duny     |
| Egyesült Államok | Jeremy Abbott            | Ashley Wagner / Gracie Gold | Marissa Castelli / Simon Shnapir        | Meryl Davis / Charlie White             |

## Eredmények
Versenyszámonként a helyezések alapján pontokat kapnak versenyzők. Az adott nemzet versenyzőire vonatkozó összesített pontszám határozza meg a végeredményt.

### Rövid program

#### Férfi egyéni
| Hely. | Versenyző                | Nemzet                 | Tech. | Prog. | Lev.  | Össz. | Pont |
| ----- | ------------------------ | ---------------------- | ----- | ----- | ----- | ----- | ---- |
| 1.    | Hanjú Juzuru             | Japán (JPN)            | 52,55 | 45,43 | 0,00  | 97,98 | 10   |
| 2.    | Jevgenyij Pljuscsenko    | Oroszország (RUS)      | 48,18 | 43,21 | 0,00  | 91,39 | 9    |
| 3.    | Patrick Chan             | Kanada (CAN)           | 44,03 | 45,68 | 0,00  | 89,71 | 8    |
| 4.    | Yan Han                  | Kína (CHN)             | 46,59 | 38,93 | 0,00  | 85,52 | 7    |
| 5.    | Florent Amodio           | Franciaország (FRA)    | 40,86 | 39,07 | 0,00  | 79,93 | 6    |
| 6.    | Peter Liebers            | Németország (GER)      | 43,50 | 36,11 | 0,00  | 79,61 | 5    |
| 7.    | Jeremy Abbott            | Egyesült Államok (USA) | 27,22 | 39,43 | –1,00 | 65,65 | 4    |
| 8.    | Jakiv Hodorozsa          | Ukrajna (UKR)          | 32,26 | 28,25 | 0,00  | 60,51 | 3    |
| 9.    | Matthew Parr             | Nagy-Britannia (GBR)   | 29,71 | 27,69 | 0,00  | 57,40 | 2    |
| 10.   | Paul Bonifacio Parkinson | Olaszország (ITA)      | 28,08 | 27,86 | -2,00 | 53,94 | 1    |

#### Páros
| Hely. | Versenyző                             | Nemzet                 | Tech. | Prog. | Lev.  | Össz. | Pont |
| ----- | ------------------------------------- | ---------------------- | ----- | ----- | ----- | ----- | ---- |
| 1.    | Tatyjana Voloszozsar Makszim Tranykov | Oroszország (RUS)      | 45,10 | 38,69 | 0,00  | 83,79 | 10   |
| 2.    | Meagan Duhamel Eric Radford           | Kanada (CAN)           | 41,30 | 31,80 | 0,00  | 73,10 | 9    |
| 3.    | Peng Cheng Csang Hao                  | Kína (CHN)             | 40,97 | 30,04 | 0,00  | 71,01 | 8    |
| 4.    | Stefania Berton Ondrej Hotarek        | Olaszország (ITA)      | 38,43 | 31,88 | 0,00  | 70,31 | 7    |
| 5.    | Marissa Castelli Simon Shnapir        | Egyesült Államok (USA) | 34,99 | 29,26 | 0,00  | 64,25 | 6    |
| 6.    | Maylin Wende Daniel Wende             | Németország (GER)      | 33,80 | 27,02 | 0,00  | 60,82 | 5    |
| 7.    | Vanessa James Morgan Cipres           | Franciaország (FRA)    | 30,36 | 28,09 | –1,00 | 57,45 | 4    |
| 8.    | Narumi Takahashi Ryuichi Kihara       | Japán (JPN)            | 25,13 | 21,43 | 0,00  | 46,56 | 3    |
| 9.    | Julija Lavrentyjeva Jurij Rudik       | Ukrajna (UKR)          | 25,27 | 21,07 | 0,00  | 46,34 | 2    |
| 10.   | Stacey Kemp David King                | Nagy-Britannia (GBR)   | 24,44 | 21,26 | –1,00 | 44,70 | 1    |

#### Jégtánc
| Hely. | Versenyző                             | Nemzet                 | Tech. | Prog. | Lev.  | Össz. | Pont |
| ----- | ------------------------------------- | ---------------------- | ----- | ----- | ----- | ----- | ---- |
| 1.    | Meryl Davis Charlie White             | Egyesült Államok (USA) | 37,07 | 38,91 | 0,00  | 75,98 | 10   |
| 2.    | Tessa Virtue Scott Moir               | Kanada (CAN)           | 35,22 | 37,76 | 0,00  | 72,98 | 9    |
| 3.    | Jekatyerina Bobrova Dmitrij Szolovjev | Oroszország (RUS)      | 34,22 | 36,05 | 0,00  | 70,27 | 8    |
| 4.    | Nathalie Péchalat Fabian Bourzat      | Franciaország (FRA)    | 34,50 | 34,65 | 0,00  | 69,15 | 7    |
| 5.    | Anna Cappellini Luca Lanotte          | Olaszország (ITA)      | 31,00 | 33,92 | 0,00  | 64,92 | 6    |
| 6.    | Nelli Zhiganshina Alexander Gazsi     | Németország (GER)      | 29,78 | 28,26 | 0,00  | 58,04 | 5    |
| 7.    | Penny Coomes Nicholas Buckland        | Nagy-Britannia (GBR)   | 24,01 | 29,92 | −1,00 | 52,93 | 4    |
| 8.    | Cathy Reed Chris Reed                 | Japán (JPN)            | 25,86 | 26,14 | 0,00  | 52,00 | 3    |
| 9.    | Siobhan Heekin-Canedy Dmitro Duny     | Ukrajna (UKR)          | 25,79 | 23,40 | 0,00  | 49,19 | 2    |
| 10.   | Huang Xintong Zheng Xun               | Kína (CHN)             | 23,64 | 24,24 | 0,00  | 47,88 | 1    |

#### Női egyéni
| Hely. | Versenyző          | Nemzet                 | Tech. | Prog. | Lev.  | Össz. | Pont |
| ----- | ------------------ | ---------------------- | ----- | ----- | ----- | ----- | ---- |
| 1.    | Julija Lipnyickaja | Oroszország (RUS)      | 39,39 | 33,51 | 0,00  | 72,90 | 10   |
| 2.    | Carolina Kostner   | Olaszország (ITA)      | 35,92 | 34,92 | 0,00  | 70,84 | 9    |
| 3.    | Aszada Mao         | Japán (JPN)            | 31,25 | 33,82 | –1,00 | 64,07 | 8    |
| 4.    | Ashley Wagner      | Egyesült Államok (USA) | 32,16 | 30,94 | 0,00  | 63,10 | 7    |
| 5.    | Kaetlyn Osmond     | Kanada (CAN)           | 33,86 | 28,68 | 0,00  | 62,54 | 6    |
| 6.    | Maé Bérénice Méité | Franciaország (FRA)    | 29,75 | 25,70 | 0,00  | 55,45 | 5    |
| 7.    | Zhang Kexin        | Kína (CHN)             | 31,75 | 22,83 | 0,00  | 54,58 | 4    |
| 8.    | Natalija Popova    | Ukrajna (UKR)          | 27,95 | 25,49 | 0,00  | 53,44 | 3    |
| 9.    | Nathalie Weinzierl | Németország (GER)      | 28,21 | 24,95 | –1,00 | 52,16 | 2    |
| 10.   | Jenna McCorkell    | Nagy-Britannia (GBR)   | 26,48 | 23,61 | 0,00  | 50,09 | 1    |

### Szabad program

#### Páros
| Hely. | Versenyző                             | Nemzet                 | Tech. | Prog. | Lev.  | Össz.  | Pont |
| ----- | ------------------------------------- | ---------------------- | ----- | ----- | ----- | ------ | ---- |
| 1.    | Kszenyija Sztolbova Fjodor Klimov     | Oroszország (RUS)      | 67,03 | 68,06 | 0,00  | 135,09 | 10   |
| 2.    | Kirsten Moore-Towers Dylan Moscovitch | Kanada (CAN)           | 64,89 | 64,85 | 0,00  | 129,74 | 9    |
| 3.    | Stefania Berton Ondrej Hotarek        | Olaszország (ITA)      | 60,45 | 61,37 | –1,00 | 120,82 | 8    |
| 4.    | Marissa Castelli Simon Shnapir        | Egyesült Államok (USA) | 60,27 | 58,67 | –1,00 | 117,94 | 7    |
| 5.    | Narumi Takahashi Ryuichi Kihara       | Japán (JPN)            | 43,86 | 42,47 | 0,00  | 86,33  | 6    |

#### Férfi egyéni
| Hely. | Versenyző                | Nemzet                 | Tech. | Prog. | Lev.  | Össz.  | Pont |
| ----- | ------------------------ | ---------------------- | ----- | ----- | ----- | ------ | ---- |
| 1.    | Jevgenyij Pljuscsenko    | Oroszország (RUS)      | 81,48 | 86,72 | 0,00  | 168,20 | 10   |
| 2.    | Kevin Reynolds           | Kanada (CAN)           | 89,00 | 78,92 | 0,00  | 167,92 | 9    |
| 3.    | Tatsuki Machida          | Japán (JPN)            | 83,13 | 82,72 | 0,00  | 165,85 | 8    |
| 4.    | Jason Brown              | Egyesült Államok (USA) | 75,45 | 79,22 | -1,00 | 153,67 | 7    |
| 5.    | Paul Bonifacio Parkinson | Olaszország (ITA)      | 66,97 | 56,26 | -2,00 | 121,23 | 6    |

#### Jégtánc
| Hely. | Versenyző                        | Nemzet                 | Tech. | Prog. | Lev.  | Össz.  | Pont |
| ----- | -------------------------------- | ---------------------- | ----- | ----- | ----- | ------ | ---- |
| 1.    | Meryl Davis Charlie White        | Egyesült Államok (USA) | 55,80 | 58,54 | 0,00  | 114,34 | 10   |
| 2.    | Tessa Virtue Scott Moir          | Kanada (CAN)           | 50,37 | 57,19 | 0,00  | 107,56 | 9    |
| 3.    | Jelena Iljinih Nyikita Kacalapov | Oroszország (RUS)      | 50,36 | 54,12 | -1,00 | 103,48 | 8    |
| 4.    | Charlène Guignard Marco Fabbri   | Olaszország (ITA)      | 41,33 | 39,92 | 0,00  | 81,25  | 7    |
| 5.    | Cathy Reed Chris Reed            | Japán (JPN)            | 38,13 | 39,21 | -1,00 | 76,34  | 6    |

#### Női egyéni
| Hely. | Versenyző          | Nemzet                 | Tech. | Prog. | Lev.  | Össz.  | Pont |
| ----- | ------------------ | ---------------------- | ----- | ----- | ----- | ------ | ---- |
| 1.    | Julija Lipnyickaja | Oroszország (RUS)      | 71,69 | 69,82 | 0,00  | 141,51 | 10   |
| 2.    | Gracie Gold        | Egyesült Államok (USA) | 68,49 | 61,89 | 0,00  | 129,38 | 9    |
| 3.    | Valentina Marchei  | Olaszország (ITA)      | 54,00 | 58,51 | 0,00  | 112,51 | 8    |
| 4.    | Akiko Suzuki       | Japán (JPN)            | 49,32 | 63,01 | 0,00  | 112,33 | 7    |
| 5.    | Kaetlyn Osmond     | Kanada (CAN)           | 54,53 | 57,20 | –1,00 | 110,73 | 6    |

### Összesítés
| Helyezés | Nemzet                 | F-RP | P-RP | J-RP | N-RP | P-SzP   | F-SzP   | J-SzP   | N-SzP   | Pont |
| -------- | ---------------------- | ---- | ---- | ---- | ---- | ------- | ------- | ------- | ------- | ---- |
| Arany    | Oroszország (RUS)      | 9    | 10   | 8    | 10   | 10      | 10      | 8       | 10      | 75   |
| Ezüst    | Kanada (CAN)           | 8    | 9    | 9    | 6    | 9       | 9       | 9       | 6       | 65   |
| Bronz    | Egyesült Államok (USA) | 4    | 6    | 10   | 7    | 7       | 7       | 10      | 9       | 60   |
| 4.       | Olaszország (ITA)      | 1    | 7    | 6    | 9    | 8       | 6       | 7       | 8       | 52   |
| 5.       | Japán (JPN)            | 10   | 3    | 3    | 8    | 6       | 8       | 6       | 7       | 51   |
| 6.       | Franciaország (FRA)    | 6    | 4    | 7    | 5    | kiesett | kiesett | kiesett | kiesett | 22   |
| 7.       | Kína (CHN)             | 7    | 8    | 1    | 4    | kiesett | kiesett | kiesett | kiesett | 20   |
| 8.       | Németország (GER)      | 5    | 5    | 5    | 2    | kiesett | kiesett | kiesett | kiesett | 17   |
| 9.       | Ukrajna (UKR)          | 3    | 2    | 2    | 3    | kiesett | kiesett | kiesett | kiesett | 10   |
| 10.      | Nagy-Britannia (GBR)   | 2    | 1    | 4    | 1    | kiesett | kiesett | kiesett | kiesett | 8    |